# Cyclaspis sabulosa
Cyclaspis sabulosa är en kräftdjursart som beskrevs av Hale 1944. Cyclaspis sabulosa ingår i släktet Cyclaspis och familjen Bodotriidae. Inga underarter finns listade i Catalogue of Life.